# Jack Johnson (musiker)
Jack Hody Johnson, född 18 maj 1975 på North Shore, Oahu, Hawaii, är en amerikansk gitarrist och sångare i ett band uppkallat efter honom själv. Han debuterade 2001 med albumet Brushfire Fairytales och har sålt fler än 15 miljoner album.

## Biografi
Jack Johnson föddes på Oahu, Hawaii som son till den välkände surfaren Jeff Johnson. Hans största intresse som ung var sport och han började surfa redan vid fem års ålder. Vid 17 års ålder tävlade han, som den dittills yngste deltagaren, i proffstävlingen Pipeline Masters på Hawaii, men detta skulle också bli hans sista surftävling. En vecka senare slog han i ett korallrev så hårt att han blev tvungen att sy 150 stygn i pannan och slog även ut flera tänder.
Johnson studerade filmvetenskap vid University of California, Santa Barbara. Han spelade under den här tiden i bandet Soil, och började snart skriva egna låtar. Efter att ha avslutat sina studier fick han 2001 följa med Ben Harper på dennes turné och samma år släpptes hans debutalbum Brushfire Fairytales. Albumet Sleep Through the Static från 2008 sålde 370 000 exemplar första veckan, vilket placerade albumet på första plats på den amerikanska försäljningslistan.

## Privatliv
Johnson träffade sin fru Kim under collegetiden. Låten "Do You Remember" är skriven till henne. De gifte sig 2000 och har tre barn, två söner och en dotter tillsammans.
Johnson har engagerat sig för miljön och för att bevara Hawaiis natur. 2003 grundade han tillsammans med sin fru Kokua Hawaii Foundation, som jobbar för att stödja miljöundervisning i lokala skolor. Inspelningen av skivan "Sleep through the Static" gjordes helt och hållet med hjälp av solenergi. Han är dessutom vegetarian.

## Bandmedlemmar
Jack Johnsons band består av:
- Jack Johnson – sång, gitarr
- Adam Topol – trummor, slaginstrument
- Merlo Podlewski – basgitarr
- Zach Gill – keyboard, bakgrundssång

## Diskografi

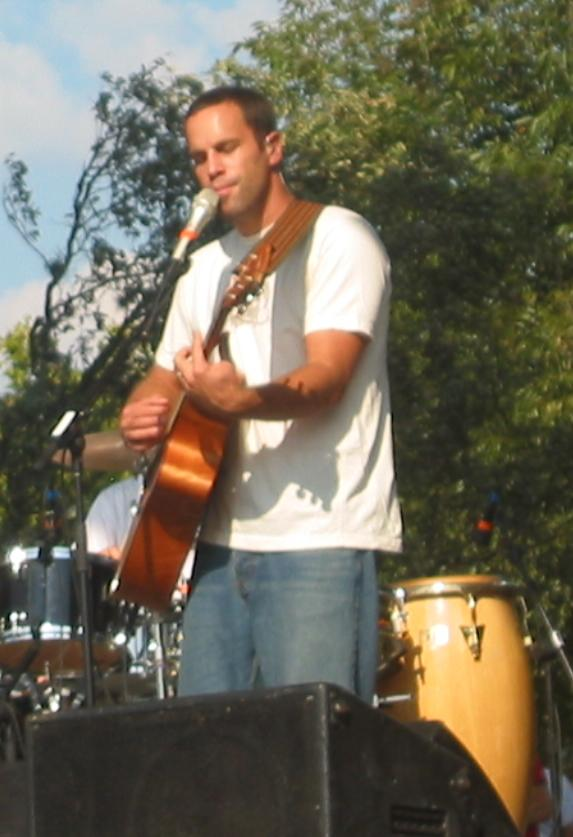
Jack Johnson 2004.

### Studioalbum
- Brushfire Fairytales (2001)
- On and On (2003)
- In Between Dreams (2005)
- Sleep Through the Static (2008) med låten Angel
- To The Sea (2010)
- From Here To Now To You (2013)

### Soundtracks och EP
- 2000 – Thicker than Water
- 2001 – Out Cold
- 2002 – September Sessions Pirate Looks At 40 och F-Stop Blues
- 2005 – Some Live Songs EP
- 2005 – Sprout
- 2006 – Sing-A-Longs and Lullabies for the Film Curious George
- 2006 – A Brokedown Melody Let It Be Sung Home
- 2007 – I'm Not There – Bob Dylan's "Medley: Mama, You've Been On My Mind/A Fraction Of Last Thoughts On Woody Guthrie"

### Digitala album & EP
- 2004 – iTunes Originals - Jack Johnson
- 2005 – Sessions@AOL — EP

### Sammanställning
- 1999 – G. Love & Special Sauce's Philadelphonic – "Rodeo Clowns"
- 2002 – Hear Music Volume 7: Waking - "Fortunate Fool"
- 2004 – G. Love & Special Sauce's The Hustle – "Give It to You"
- 2004 – Donavon Frankenreiter's self titled album – "Free"
- 2004 – Handsome Boy Modeling School's "White People" – "Breakdown"
- 2005 – Look at All the Love We Found – "Badfish"/"Boss DJ"
- 2005 – The Black Eyed Peas' Monkey Business – "Gone Going"
- 2005 – Animal Liberation Orchestra's Fly Between Falls – "Girl I Wanna Lay You Down"
- 2006 – G. Love & Special Sauce's Lemonade – "Rainbow"
- 2006 – Buena Vista Social Club's Rhythms del Mundo: Cuba – "Better Together"
- 2006 – The Acoustic Album - "Breakdown"
- 2007 – Instant Karma: The Amnesty International Campaign to Save Darfur – John Lennon's "Imagine"
- 2007 – Stockings By the Fire - "Rudolph the Red-Nosed Reindeer"
- 2008 – This Warm December: A Brushfire Holiday - "Rudolph the Red Nosed Reindeer" & "Someday at Christmas"

### Konsert-DVD:er
- 2005 – Jack Johnson: Live in Japan
- 2005 – Jack Johnson: A Weekend at the Greek

## Topplistor

### Album
| År   | Titel                                                  | Skivbolag                          | Topplistaposition | Topplistaposition | Topplistaposition | Topplistaposition | Topplistaposition | Topplistaposition | Topplistaposition | Topplistaposition | Topplistaposition | Topplistaposition |
| År   | Titel                                                  | Skivbolag                          | US                | UK                | NZ                | AU                | CA                | NL                | DE                | AT                | CH                | FR                |
| ---- | ------------------------------------------------------ | ---------------------------------- | ----------------- | ----------------- | ----------------- | ----------------- | ----------------- | ----------------- | ----------------- | ----------------- | ----------------- | ----------------- |
| 2001 | Brushfire Fairytales                                   | Everloving Records                 | 34                | 36                | 1                 | 13                | —                 | —                 | —                 | —                 | —                 | —                 |
| 2003 | On and On                                              | The Moonshine Conspiracy/Universal | 3                 | 30                | 1                 | 2                 | —                 | —                 | 88                | 50                | 62                | 94                |
| 2005 | In Between Dreams                                      | Brushfire/Universal Records        | 2                 | 1                 | 1                 | 1                 | 3                 | 7                 | 7                 | 13                | 8                 | 46                |
| 2006 | Sing-A-Longs and Lullabies for the Film Curious George | Brushfire/Universal Records        | 1                 | 39                | 1                 | 1                 | 1                 | 9                 | 3                 | 2                 | 8                 | 42                |
| 2008 | Sleep Through the Static                               | Brushfire/Universal Records        | 1                 | 1                 | 1                 | 1                 | 1                 | 4                 | 2                 | 3                 | 2                 | 6                 |

### Singlar
| År   | Titel                                          | Topplistaposition | Topplistaposition | Topplistaposition | Topplistaposition | Topplistaposition | Topplistaposition | Topplistaposition | Topplistaposition | Topplistaposition | Topplistaposition | Topplistaposition | Topplistaposition | Album                                                            |
| År   | Titel                                          | US                | US Mod            | US AC             | UK                | NZ                | AU                | CA                | NL                | DE                | AT                | CH                | FR                | Album                                                            |
| ---- | ---------------------------------------------- | ----------------- | ----------------- | ----------------- | ----------------- | ----------------- | ----------------- | ----------------- | ----------------- | ----------------- | ----------------- | ----------------- | ----------------- | ---------------------------------------------------------------- |
| 2002 | "Bubble Toes"                                  | —                 | —                 | —                 | —                 | —                 | —                 | —                 | —                 | —                 | —                 | —                 | —                 | Brushfire Fairytales                                             |
| 2002 | "Flake"                                        | 73                | 22                | 1                 | —                 | 6                 | —                 | —                 | —                 | —                 | —                 | —                 | —                 | Brushfire Fairytales                                             |
| 2003 | "The Horizon Has Been Defeated"                | —                 | 31                | 28                | —                 | 43                | —                 | —                 | —                 | —                 | —                 | —                 | —                 | On and On                                                        |
| 2004 | "Taylor"                                       | —                 | —                 | —                 | —                 | 33                | 27                | —                 | —                 | —                 | —                 | —                 | —                 | On and On                                                        |
| 2005 | "Sitting, Waiting, Wishing"                    | 66                | 25                | 18                | —                 | 25                | 24                | —                 | 67                | 82                | 51                | —                 | —                 | In Between Dreams                                                |
| 2005 | "Good People"                                  | —                 | 29                | —                 | 50                | 25                | —                 | —                 | 92                | —                 | —                 | —                 | —                 | In Between Dreams                                                |
| 2005 | "Breakdown"                                    | —                 | 40                | —                 | 73                | —                 | —                 | —                 | —                 | —                 | —                 | —                 | —                 | In Between Dreams                                                |
| 2005 | "Sitting, Waiting, Wishing" (UK återlansering) | —                 | —                 | —                 | 65                | —                 | —                 | —                 | —                 | —                 | —                 | —                 | —                 | In Between Dreams                                                |
| 2006 | "Better Together"                              | —                 | —                 | —                 | 24                | —                 | —                 | —                 | —                 | —                 | —                 | —                 | —                 | In Between Dreams                                                |
| 2006 | "Upside Down"                                  | 38                | 25                | 9                 | 30                | 22                | —                 | 9                 | 56                | 54                | 36                | —                 | —                 | Sing-A-Longs and Lullabies for the Film Curious George           |
| 2006 | "Talk of the Town"                             | —                 | —                 | —                 | —                 | —                 | —                 | —                 | 96                | —                 | —                 | —                 | —                 | Sing-A-Longs and Lullabies for the Film Curious George           |
| 2007 | "Imagine"                                      | 90                | —                 | —                 | —                 | —                 | —                 | 41                | —                 | —                 | —                 | —                 | —                 | Instant Karma: The Amnesty International Campaign to Save Darfur |
| 2007 | "If I Had Eyes"                                | 47                | 7                 | 17                | 60                | 33                | —                 | 11                | 60                | 73                | 37                | 30                | —                 | Sleep Through the Static                                         |
| 2008 | "Hope"                                         | —                 | 30                | —                 | —                 | —                 | —                 | —                 | —                 | —                 | —                 | —                 | —                 | Sleep Through the Static                                         |
| 2008 | "Sleep Through the Static"                     | —                 | —                 | —                 | —                 | —                 | —                 | —                 | —                 | —                 | —                 | —                 | —                 | Sleep Through the Static                                         |

Not: Platsen från Kanadatopplistan (downloads) är från 2006 (singlar) och 2005 (album).